# Burza (obraz Giorgionego)
Burza (wł. La Tempesta) – obraz powszechnie przypisywany Giorgionemu i datowany na ok. 1506. Powstał na zamówienie Gabriela Vendramina.
Obraz ten doczekał się wielu opracowań i interpretacji, jednak do dziś jego znaczenie nie jest jasne. Nie wiadomo, kim są przedstawione na płótnie postaci i w jaki sposób wiążą się ze sobą oraz z burzowym krajobrazem. Nawet w XVI-wiecznych zapiskach płótno opisywane jest po prostu jako krajobraz z burzą, cyganką i żołnierzem. W opublikowanej w 1978 monografii Burzy jej autor zebrał 29 różnych interpretacji tego obrazu, które powstawały począwszy od XVI wieku przez kolejne stulecia. Badacze sugerują, że obraz jest ilustracją jednego z mitów, historii biblijnej, chrześcijańskiej legendy albo jakiejś świeckiej historii; inni dopatrują się w nim znaczeń alegorycznych, a jeszcze inni sądzą, że obraz ten ma charakter raczej rodzajowy. Jan Białostocki pisał: Widocznie prawdziwy sens kompozycji zrozumiały był tylko dla najbardziej wtajemniczonych – może dla tego tylko, kto obraz zamówił i obmyślił jego program? Zagadka skomplikowała się jeszcze bardziej, gdy prześwietlenie obrazu ujawniło, że pod postacią młodzieńca znajduje się zamalowana naga postać kobieca, zapewne początkowo pomyślana w tym miejscu. Czyżby sens dzieła został tak zasadniczo zmieniony podczas pracy nad nim?
Na tle nieba pokrytego burzowymi chmurami znajdują się trzy postaci: stojący z lewej mężczyzna i kobieta karmiąca dziecko. Za nim widoczne są drzewa krzewy, budynki, a także ruiny – dwie złamane kolumny. Kształty budowane są światłem, kolorem i plamą. Dramatyzm potęguje zestawienie jasnych świateł z ciemnymi cieniami. Pierwszy plan jest namalowany ciepłymi brązami i czerwieniami, a drugi kolorem szmaragdowym przechodzącym w turkusowy.